# Crossoptilon auritum
Il fagiano orecchiuto azzurro (Crossoptilon auritum (Pallas, 1811)) è un uccello della famiglia dei Fasianidi originario della Cina centrale.

## Descrizione

### Dimensioni
Misura ca. 96 cm di lunghezza, dei quali 49-56 spettanti alla coda, per un peso di 1700-2110 g nel maschio e di 1450-1880 g nella femmina.

### Aspetto
Questi abitanti delle foreste della Cina occidentale sono piuttosto rari e non possono essere confusi con nessun altro uccello che vive nello stesso areale. Il fagiano orecchiuto azzurro non merita precisamente il suo nome, in quanto presenta una livrea quasi esclusivamente grigio fumo ad eccezione di una zona leggermente più chiara intorno al codrione e di alcune macchie circolari bianche alla base delle timoniere esterne. Come nel fagiano orecchiuto bruno, la testa presenta due lunghi ciuffi auricolari che vanno a prolungare uno spesso collare bianco. La zona orbitale è occupata da caruncole scarlatte poco sviluppate. Le zampe provviste di uno sperone presentano una colorazione rossastra. Se si eccettuano i ciuffi auricolari, il fagiano orecchiuto azzurro può presentare, in condizioni di osservazione poco ottimali, alcune somiglianze con il fagiano orecchiuto del Tibet, ma quest'ultimo possiede delle timoniere generalmente di dimensioni inferiori e nettamente meno specializzate.

## Biologia
Tralasciando i brevi spostamenti altitudinali all'inizio dell'inverno, i fagiani orecchiuti azzurri sono sedentari. Come i loro congeneri, sono molto socievoli e al di fuori del periodo di nidificazione si raggruppano in formazioni di circa 50-60 individui. Questi raggruppamenti tipici della stagione invernale sono senza dubbio di origine familiare. All'inizio della primavera, questi si sciolgono e assistiamo alla formazione delle coppie. In ogni periodo dell'anno, sebbene rimangano visibili gli uni agli altri, questi uccelli si appollaiano da soli su un ramo situato tra 2 e 4 metri dal suolo. Nelle ore più calde della giornata, si rifugiano anche all'ombra nel fitto della foresta.

### Alimentazione
I fagiani orecchiuti azzurri sono principalmente erbivori. Si nutrono di gemme e foglie di crespino (Berberis), di steli e radici di giovani graminacee e di una grande varietà di piante erbacee. Il menu è costituito per l'80% circa da vegetali (semi di peccio e poligono, foglie, canne) e per il 20% da piccoli invertebrati (principalmente coleotteri e loro larve). La ricerca del cibo è collettiva e avviene in piccoli o in grandi gruppi. Alla fine dell'autunno, in inverno e anche nei periodi più caldi dell'anno, i fagiani orecchiuti azzurri si dedicano alla loro continua e imperterrita ricerca di cibo perlustrando e raschiando il terreno alla ricerca di radici, bulbi, tuberi o di qualsiasi altra fonte di nutrimento e utilizzano gli alberi solo per appollaiarsi.

### Riproduzione
Come gli altri fagiani orecchiuti, anche quello azzurro è probabilmente monogamo (sebbene non si possa affermare con tutta certezza). All'inizio del periodo di riproduzione, i maschi cominciano ad emettere dei forti richiami. Questi suoni rauchi, prodotti poco dopo l'alba e talvolta dopo il tramonto, ma mai verso mezzogiorno o in qualsiasi altro momento della giornata, sono probabilmente destinati ad attirare le femmine. I richiami non vengono mai ripetuti più di sei volte consecutive. Gli osservatori concordano sul fatto che i fagiani orecchiuti azzurri e bruni sono più loquaci dei fagiani orecchiuti bianchi. Il periodo di nidificazione si estende da aprile a giugno. I nidi sono situati al riparo degli alberi, ai loro piedi, in piccole depressioni leggermente scavate. La covata è composta comunemente da 6 a 12 uova, eccezionalmente 14. La femmina si dedica da sola alla cova, ma il maschio rimane all'interno del suo raggio d'azione, nelle vicinanze. Il periodo di incubazione varia da 24 a 28 giorni, occasionalmente 29, ed è il periodo di incubazione più lungo tra tutte le specie di fagiano orecchiuto. La crescita dei giovani è rapida, come nella maggior parte degli altri fagiani orecchiuti, e nel giro di cinque mesi raggiungono già il loro peso da adulti.

## Distribuzione e habitat
I fagiani orecchiuti azzurri sono endemici delle regioni centrali e centro-settentrionali della Cina. Il loro areale si estende dal Qinghai orientale fino al Gansu e alla Mongolia Interna (Helan Shan) ad est e al Sichuan occidentale e all'estremità nord-orientale del Tibet (monti Tanggula) a sud. In quest'area frequentano i versanti rocciosi delle montagne i cui pendii sono ricoperti da zone boschive e da un fitto sottobosco. In queste zone, che a volte raggiungono più di 3000 metri, sono meno dipendenti dall'acqua rispetto alla maggior parte degli altri fagiani orecchiuti. Per questo motivo, si trovano spesso ben lontani da corsi d'acqua, risorgive o sorgenti d'acqua dolce. Questa specie vive costantemente nella fascia superiore dei boschi di pini, ginepri, querce e betulle, ed è estremamente raro vederla avventurarsi sui pendii alpini, fuori dalla copertura degli alberi. I fagiani orecchiuti azzurri possono tuttavia nutrirsi nei prati coperti da arbusti adiacenti alla foresta, e, in questo caso, fanno ritorno ai dormitori comuni per appollaiarsi al calar della notte. Durante i mesi invernali, per affrontare meglio i rigori del clima, scendono a quote inferiori lungo i versanti e pertanto l'areale del fagiano orecchiuto azzurro varia in altitudine tra i 2440 e i 3965 metri. Le foreste che frequenta ospitano grandi alberi, pertanto si appollaia ad altitudini maggiori rispetto al fagiano orecchiuto bruno, suo parente stretto. Studi recenti hanno stimato che la densità di popolazione è piuttosto elevata, oscillando tra 12,4 e 57,5 individui per chilometro quadrato.